# 1663年當選的皇家學會會士列表
本列表為1663年當選的皇家学会名錄，為該學會第四屆的院士選拔

## 創院院士
- 罗伯特·波义耳（1627–1691）
- Alexander Bruce（英语：Alexander Bruce, 2nd Earl of Kincardine）, 2nd Earl of Kincardine （1629–1681）
- 约翰·威尔金斯 （1614–1672）
- 克里斯多佛·雷恩 （1632–1723）

## 當選會士
- John Alleyn （1621-1663）
- James Annesley（英语：James Annesley, 2nd Earl of Anglesey） （1645-1690）
- John Aubrey（英语：John Aubrey） （1626-1697）
- Sir Thomas Baines（英语：Thomas Baines (physician)） （1622-1680）
- Peter Ball（英语：Peter Ball (physician)） （1638-1675）
- Ralph Bathurst（英语：Ralph Bathurst） （1620-1704）
- John Beale（英语：John Beale (writer)） （1613-1683）
- George Berkeley（英语：George Berkeley, 1st Earl of Berkeley） （1628-1698）
- 约翰·勃肯赫德爵士 （1616-1679）
- Richard Boyle（英语：Richard Boyle (MP)） （?-1665）
- William Brereton（英语：William Brereton, 3rd Baron Brereton） （1632-1680）
- Robert Bruce（英语：Robert Bruce, 1st Earl of Ailesbury） （1626-1685）
- David Bruce（英语：David Bruce (physician)） （1657-1690）
- Sir Edward Bysshe（英语：Sir Edward Bysshe） （1615-1679）
- 第九代阿蓋爾伯爵阿奇博爾德·坎貝爾 （1629-1685）
- William Cavendish（英语：William Cavendish, 3rd Earl of Devonshire） （1617-1684）
- 威廉·卡文迪许，第一代德文郡公爵 （1641-1707）
- Walter Charlton（英语：Walter Charlton） （1620-1707）
- Timothy Clarke（英语：Timothy Clarke） （?-1672）
- Sir John Clayton （?-1710）
- John Clotworthy（英语：John Clotworthy） （?-1665）
- Daniel Colwall（英语：Daniel Colwall） （?-1690）
- James Compton（英语：James Compton, 3rd Earl of Northampton） （1622-1681）
- 第一代沙夫茨伯里伯爵安東尼·阿什利-柯柏 （1621-1683）
- Edward Cotton （1616-1675）
- Thomas Coxe（英语：Thomas Coxe） （1615-1685）
- Thomas Coxe （1640-?）
- John Crawford-Lindsay （1596-1678）
- John Creed （?-1701）
- William Croone（英语：William Croone） （1633-1684）
- Sir John Denham（英语：Sir John Denham） （1615-1669）
- Sir Kenelm Digby（英语：Sir Kenelm Digby） （1603-1665）
- 约翰·德莱顿 （1631-1700）
- Andrew Ellis （?-1673）
- Sir George Ent（英语：Sir George Ent） （1604-1689）
- William Erskine（英语：William Erskine (master of Charterhouse)） （?-1685）
- 约翰·伊夫林 （1620-1706）
- Sir Francis Fane（英语：Francis Fane (royalist)） （1612-1681）
- Nicasius le Febure（英语：Nicasius le Febure） （1610-1669）
- Sir John Finch（英语：John Finch (ambassador)） （1626-1682）
- Sir Henry Ford（英语：Henry Ford (secretary of state)） （1617-1684）
- Sir Alexander Fraizer（英语：Alexander Fraizer） （1610-1681）
- William Gomildon （?-1691）
- Theodore Haak（英语：Theodore Haak） （1605-1690）
- William Hammond（英语：William Hammond (FRS)） （約1635–約1685）
- Sir Edward Harley（英语：Sir Edward Harley） （1624-1700）
- Christopher Hatton（英语：Christopher Hatton, 1st Baron Hatton） （1605-1670）
- Sir James Hayes（英语：James Hayes (Prince Rupert's secretary)） （?-1693）
- Thomas Henshaw（英语：Thomas Henshaw (alchemist)） （1618-1700）
- Nathaniel Henshaw（英语：Nathaniel Henshaw） （1628-1673）
- William Hoare （?-1666）
- William Holder（英语：William Holder） （1616-1698）
- 罗伯特·胡克 （1635-1703）
- Sir John Hoskins（英语：Sir John Hoskins） （1634-1705）
- Charles Howard （1630-1713）
- 克里斯蒂安·惠更斯 （1629-1695）
- Sir Justinian Isham（英语：Sir Justinian Isham, 2nd Baronet） （1611-1675）
- Richard Jones（英语：Richard Jones, 1st Earl of Ranelagh） （1641-1712）
- Sir Andrew King （?-1678）
- Sir Ellis Leighton（英语：Sir Ellis Leighton） （?-1685）
- Sir James Long（英语：Sir James Long, 2nd Baronet） （1617-1692）
- Anthony Lowther（英语：Anthony Lowther (died 1693)） （1641-1693）
- John Lucas （1606-1671）
- Christopher Merrett（英语：Christopher Merrett） （1614-1695）
- Edward Montagu（英语：Edward Montagu, 1st Earl of Sandwich） （1625-1672）
- Henry Mordaunt（英语：Henry Mordaunt, 2nd Earl of Peterborough） （1624-1697）
- Sir Anthony Morgan（英语：Anthony Morgan (politician)） （1621-1668）
- Caspar Needham （1622-1679）
- William Neile（英语：William Neile） （1637-1670）
- Sir Thomas Nott（英语：Sir Thomas Nott） （1606-1681）
- Henry Oldenburg（英语：Henry Oldenburg） （1617-1677）
- Philip Packer（英语：Philip Packer） （1618-1686）
- Dudley Palmer （1617-1666）
- Robert Paston（英语：Robert Paston） （1631-1683）
- John Pell（英语：John Pell） （1611-1685）
- Sir William Persall （1601-?）
- Peter Pett（英语：Peter Pett） （1610-1672）
- Sir Peter Pett （1630-1699）
- Sir John Pettus（英语：Sir John Pettus） （1613-1685）
- Henry Pierrepont（英语：Henry Pierrepont, 1st Marquess of Dorchester） （1607-1680）
- Walter Pope（英语：Walter Pope） （1627-1714）
- Francis Potter（英语：Francis Potter） （1594-1678）
- Thomas Povey（英语：Thomas Povey） （1615-1702）
- Henry Power（英语：Henry Power） （1623-1668）
- Sir Richard Powle（英语：Sir Richard Powle） （1628-1678）
- Henry Powle（英语：Henry Powle） （1630-1692）
- Henry Proby （1646-1664）
- William Quatremain（英语：William Quatremaine） （1618-1667）
- Sir Charles Scarburgh（英语：Sir Charles Scarburgh） （1615-1694）
- Sir James Shaen （?-1695）
- Henry Slingsby（英语：Henry Slingsby (Master of the Mint)） （1621-1688）
- George Smyth （1629-1702）
- Samuel Sorbiere（英语：Samuel de Sorbiere） （1615-1670）
- Sir Robert Southwell（英语：Sir Robert Southwell） （1635-1702）
- Thomas Sprat（英语：Thomas Sprat） （1635-1713）
- Alexander Stanhope（英语：Alexander Stanhope） （1638-1707）
- Thomas Stanley（英语：Thomas Stanley (author)） （1625-1678）
- Sir John Talbot（英语：John Talbot (1630-1714)） （1630-1714）
- Sir Gilbert Talbot（英语：Gilbert Talbot (courtier)） （1607-1695）
- Christopher Terne（英语：Christopher Terne） （1620-1673）
- Sir Samuel Tuke（英语：Sir Samuel Tuke, 1st Baronet） （?-1674）
- Victor Beaufort Vabres de Fresars （1663-1674）
- Cornelius Vermuyden （1627-1693）
- Edmund Waller（英语：Edmund Waller） （1606-1687）
- 約翰·沃利斯 （1616-1703）
- Seth Ward（英语：Seth Ward (bishop of Salisbury)） （1617-1689）
- Edward Waterhouse（英语：Edward Waterhouse (FRS)） （1619-1670）
- Daniel Whistler（英语：Daniel Whistler） （1619-1684）
- Sir Joseph Williamson（英语：Sir Joseph Williamson） （1633-1701）
- 托马斯·威利斯 （1621-1675）
- Francis Willughby（英语：Francis Willughby） （1635-1672）
- John Winthrop（英语：John Winthrop the Younger） （1606-1676）
- Thomas Wren （1633-1679）
- Matthew Wren （1629-1672）
- Sir Peter Wyche（英语：Peter Wyche (diplomat)） （1628-1699）
- Sir Cyril Wyche（英语：Cyril Wyche） （1632-1707）
- Edmund Wylde（英语：Edmund Wylde） （1618-1695）
- William Wynde（英语：William Wynde） （1647-1722）